# NO KISS
NO KISS（ノーキッス）は日本のアイドルデュオ。

## メンバー
- 小泉瑠美（現・長谷川瑠美）
- 大島みづき

## 概要
メンバーは小泉瑠美、大島みづき。作詞・作曲・サウンドプロデュースはCMJK、振り付けは南流石が担当。また、ユニット名はMCUが命名した。インディーズレーベル、Pink Tornadoから「BIRTHDAY KISS」でCDデビューしたものの、目立った活動はないまま、消滅した。
その後、小泉はアイドリング!!!のメンバーとして活動。大島はルドイア☆星惑三第の番組内のオーディションにて「土星アイドル」として合格し、同番組の企画により土星ろろ（つちぼしろろ）の名前で活動する。

## ディスコグラフィー
- BIRTHDAY KISS（2006年3月23日発売）

1. BIRTHDAY KISS　テレビ東京「元祖!でぶや」エンディングテーマ
2. TUMBLIN' PINK EARTH
3. BIRTHDAY KISS INST MIX
4. TUMBLIN' PINK EARTH INST MIX